# Liste der Ministerien in Estland
Die Liste der Ministerien in Estland zeigt die Ministerien der Regierung in Estland (Stand 2022).
| Ressort                                      | Name                                      | Bild | Gründung  |
| -------------------------------------------- | ----------------------------------------- | ---- | --------- |
| Büro der Premierministerin                   | Peaministri büroo                         |      | 1918/1991 |
| Finanzministerium                            | Rahandusministeerium                      |      | 1918      |
| Außenministerium                             | Välisministeerium                         |      | 1919      |
| Ministerium für Wirtschaft und Kommunikation | Majandus- ja Kommunikatsiooniministeerium |      | 1993      |
| Justizministerium                            | Justiitsministeerium                      |      | 1918      |
| Verteidigungsministerium                     | Kaitseministeerium                        |      | 1918      |
| Kulturministerium                            | Kultuuriministeerium                      |      | 1953      |
| Innenministerium                             | Siseministeerium                          |      | 1918      |
| Ministerium für Bildung und Forschung        | Haridus- ja Teadusministeerium            |      | 2003      |
| Ministerium für Umwelt                       | Keskkonnaministeerium                     |      | 1991      |
| Sozialministerium                            | Sotsiaalministeerium                      |      | 1993      |
| Ministerium für ländliche Angelegenheiten    | Maaeluministeerium                        |      | 1918      |